# Lendava (gemeente)
Lendava (Hongaars: Lendva; Duits: Unterlimbach) is een gemeente in Slovenië in de regio Prekmurje. Het telde tijdens de volkstelling in 2002 11.151 inwoners. Lendava is een tweetalige gemeente, naast het Sloveens heeft ook het Hongaars een officiële status. Er wonen in de gemeente 4.390 Hongaren (39,37% van de bevolking).

## Plaatsen in de gemeente
Banuta, Benica, Brezovec, Dolga vas, Dolgovaške Gorice, Dolina pri Lendavi, Dolnji Lakoš, Čentiba, Gaberje, Genterovci, Gornji Lakoš, Hotiza, Kamovci, Kapca, Kot, Lendava, Lendavske Gorice, Mostje, Petišovci, Pince, Pince-Marof, Radmožanci, Trimlini
Apače · Beltinci · Cankova · Črenšovci · Dobrovnik · Gornja Radgona · Gornji Petrovci · Grad · Hodoš · Kobilje · Križevci · Kuzma · Lendava · Ljutomer · Moravske Toplice · Murska Sobota · Odranci · Puconci · Radenci · Razkrižje · Rogašovci · Šalovci · Sveti Jurij · Tišina · Turnišče · Velika Polana · Veržej
1. ↑  "Prebivalstvo po starosti in spolu, občine, Slovenija, polletno". Statistični urad Republike Slovenije. Geraadpleegd op 18 april 2021.